# Terremoto de Lima y Callao de 1586
El terremoto de Lima y Callao de 1586 fue un sismo que ocurrió el 9 de julio de 1586 y causó la destrucción de Lima y Callao, asolando además buena parte de la costa del Perú, desde Trujillo al norte, hasta Caravelí al sur. Hubo también un maremoto de proporciones. Gobernaba entonces en el Perú el Virrey Don Fernando Torres y Portugal, Conde del Villar Dompardo. Fue el primer gran terremoto registrado ocurrido en Lima después de la fundación de la ciudad en 1535.

## Antecedentes
La ciudad de Los Reyes o Lima, capital del Virreinato del Perú, desde los primeros tiempos de su existencia ha sufrido los estragos de los terremotos que periódicamente se producen en la costa del Pacífico. 
El primer sismo que afectó gravemente la capital ocurrió el 2 de julio de 1552, cuyo epicentro estuvo cerca de Arequipa. Este suceso motivó que el emperador Carlos V ordenara, por una real cédula, que los muros de los edificios no excediesen de las seis varas de altura (unos 5 metros), disposición que se observó en lo sucesivo en todas las construcciones. 
Luego, en la tarde del 4 de abril de 1568, se sintió otro fuerte temblor, que según un autor coincidió con la llegada de los primeros Padres de la Compañía de Jesús al Perú. Y el 17 de junio de 1578, otro sismo, producido a las 12 del mediodía, causó la destrucción de casas, templos y del mismo palacio virreinal.
Otro temblor fuerte se sintió en Lima en 1582, durante la celebración del Concilio Provincial, que produjo la caída de algunos edificios. Y otro más el día 17 de marzo de  1584, que averió muchos edificios. Ambos sismos fueron los heraldos o precursores del mayor ocurrido el año de 1586.

## El terremoto y el maremoto
El terremoto del 9 de julio de 1586 se produjo un miércoles a las 7 de la noche y fue precedido de un gran ruido, lo que alertó a los vecinos y los hizo salir despavoridos de sus casas, pues ya tenían suficiente experiencia ante tales eventos. Es por ambas circunstancias afortunadas (la hora y el ruido) que la gente pudo ponerse a resguardo a tiempo, saliendo a los espacios abiertos, lo que hizo que el número de víctimas en Lima y Callao no pasaran de los 22, aunque hubo numerosos heridos y lastimados. 
En lo que respecta a la infraestructura, la destrucción que generó este sismo fue de proporciones. La torre de la Catedral se derrumbó, así como las partes altas de otros importantes edificios. Hubo derrumbe de peñascos y piedras del Cerro San Cristóbal y de otros situados en la parte alta del valle, con agrietamiento del terreno.
El sismo se extendió 170 leguas (1,000 km) por la costa, desde Trujillo a Caravelí, y 20 leguas (110 km) al interior, sintiéndose hasta Huánuco y el Cuzco, y sin duda en otros lugares intermedios, según parte que pasó a la Corona el Virrey Conde de Villardompardo, que se hallaba en ese preciso instante en el Callao despachando la Armada Real. 

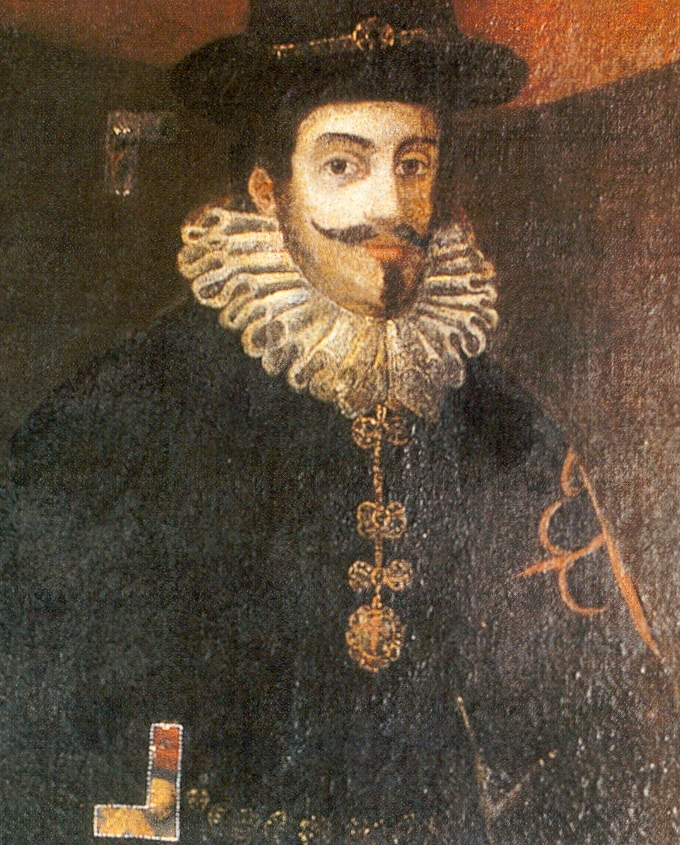
El Virrey del Perú Don Fernando Torres y Portugal, Conde del Villar Dompardo.

El mismo Virrey estuvo a punto de ser víctima del terremoto. El edificio que hacía de Casas Reales había quedado muy maltrecho en el temblor de 1584 y el Conde se hospedaba en otras, distantes muy poco de la orilla, que se derrumbaron minutos después de haber logrado él, su hijo y dos criados que les acompañaban ponerse a salvo en un patio. 
El sismo generó a la vez un maremoto que asoló una gran porción de la costa peruana. En el Callao, el mar se retiró unos 14 metros para retornar luego con olas de unas 2 brazas (algo más de 3 metros) de altura. 
La ruina en el Callao fue general, el muelle y los almacenes fueron totalmente arrasados, llegando el agua hasta la plaza del Convento de Santo Domingo (a unos 250 metros de la orilla), cuya Iglesia resistió bien las sacudidas. El mar arrastró hasta tierra adentro a muchos buques. Fue tanta el agua que por varios días no se pudo andar a caballo por dicha zona. En Chincha, el mar llegó muy cerca del depósito del azogue. El tsunami también produjo olas de dos metros en Japón.
Por 60 días continuos quedó temblando la tierra en Lima.

## Consecuencias
Al siguiente día, el Virrey fue informado por el Corregidor de Lima, D. Francisco de Quiñones, que la capital había quedado asolada y el sábado, día en que entró en ella, pudo por sí mismo darse cuenta del estrago, el cual, según informó luego al Rey, no se podría reparar en diez años ni con dos millones de pesos. 
El Palacio virreinal quedó inhabitable y el Virrey hubo de retirarse a la huerta de los franciscanos, donde había algunos aposentos, aunque arruinados, y puerta con independencia de la usada por los frailes. Hubo que hacer alguna obra y habilitar una Capilla vecina para sala de audiencia, repartiéndose las demás oficinas como mejor se pudo. 
El Virrey dio orden para que se activaran las obras del Palacio y envió a Guayaquil un galeón para que trajese la madera necesaria. 
Como era costumbre en tales catástrofes, la ciudad, una vez repuesta de la conmoción, decidió agradecer al cielo el haberse librado de una ruina total. Hízose una solemne procesión de acción de gracias el 13 de julio, desde la Catedral a la iglesia de San Francisco y el Cabildo secular se obligó a guardar la fiesta de la Visitación “con majestad y grandeza” y ayunar su víspera.